# Jean-David Beauguel
Jean-David Beauguel est un footballeur français né le 21 mars 1992 à Strasbourg. Il évolue au poste d'attaquant.

## Biographie
Avec le Toulouse Football Club, il joue un seul et unique match avec les professionnels, un seizièmes de finale de la coupe de la Ligue en août 2011 où il inscrit un but face à l'OGC Nice (défaite 1-2 au Stadium),.
Après avoir commencé sa carrière professionnelle au Toulouse FC, Jean-David Beauguel signe à l'Espérance Sportive de Tunis en 2012. Malheureusement pour lui, le Français ne jouera pas une seule minute en match officiel avec le club tunisien. "Je n’ai pas joué, le contrat a été cassé et je suis rentré au bout de 6 mois…", a-t-il affirmé quelques années plus tard.
Après plusieurs essais, Beauguel rebondit au RKC Waalwijk en 2013. Après une saison aux Pays-Bas, le Français rejoint le Dukla Prague en 2014.

## Carrière
- 2011-2012 : Toulouse FC ( France)
- 2012-2013 : Espérance sportive de Tunis ( Tunisie)
- 2013-2014 : RKC Waalwijk ( Pays-Bas)
- 2014-jan. 2017 : Dukla Prague ( Tchéquie)
- Jan. 2017-jan. 2019 : FC Fastav Zlín ( Tchéquie)
- Jan. 2019-Juin 2022 : FC Viktoria Plzeň ( Tchéquie) [5]
- Juillet 2022-202. : Al Wehda Club ( Arabie saoudite)

## Palmarès
- Vainqueur de la Coupe de Tchéquie de football en 2017.
- Vainqueur du championnat de Tchéquie en 2022

## Distinctions personnelles
- Meilleur buteur du championnat de Tchéquie en 2022 avec 19 réalisations.